# Circle Chart Music Awards
Circle Chart Music Awards, trước đây là Gaon Chart Music Awards hay Gaon Chart K-Pop Awards, là một giải thưởng âm nhạc được tổ chức hằng năm tại Hàn Quốc bởi bảng xếp hạng âm nhạc quốc gia Circle. Các giải thưởng tập trung chủ yếu vào bài hát và album hơn là nhạc sĩ. Giải chung kết dựa vào số lượng bài hát và album bán ra.

## Địa điểm tổ chức
| Lần | Năm  | Ngày                | Thành phố       | Địa điểm                              | Dẫn chương trình                            |
| --- | ---- | ------------------- | --------------- | ------------------------------------- | ------------------------------------------- |
| 1   | 2011 | 22 tháng 2 năm 2012 | Seoul, Hàn Quốc | Blue Square Samsung Card Hall         | Kim Tae-yeon & Joo Young-hoon               |
| 2   | 2012 | 13 tháng 2 năm 2013 | Seoul, Hàn Quốc | Hội trường Olympic                    | Son Ga-in& Joo Young-hoon                   |
| 3   | 2013 | 12 tháng 2 năm 2014 | Seoul, Hàn Quốc | KSPO Dome                             | Kwon Yuri & Oh Sang-jin                     |
| 4   | 2014 | 28 tháng 1 năm 2015 | Seoul, Hàn Quốc | KSPO Dome                             | Leeteuk & Lee Hyeri                         |
| 5   | 2015 | 17 tháng 2 năm 2016 | Seoul, Hàn Quốc | Hội trường Olympic                    | Leeteuk & Yura                              |
| 6   | 2016 | 22 tháng 2 năm 2017 | Seoul, Hàn Quốc | Jamsil Arena                          | Leeteuk & Solar                             |
| 7   | 2017 | 14 tháng 2 năm 2018 | Seoul, Hàn Quốc | Jamsil Arena                          | Leeteuk & Kim Da-hyun                       |
| 8   | 2018 | 23 tháng 1 năm 2019 | Seoul, Hàn Quốc | Jamsil Arena                          | Kim Jong-kook & Nancy                       |
| 9   | 2019 | 8 tháng 1 năm 2020  | Seoul, Hàn Quốc | Jamsil Arena                          | Leeteuk & Lia                               |
| 10  | 2020 | 13 tháng 1 năm 2021 | Seoul, Hàn Quốc | Trung tâm CJ E&M                      | Leeteuk, Lia, Lee Eun-jae và Joo Young-hoon |
| 11  | 2021 | 27 tháng 1 năm 2022 | Seoul, Hàn Quốc | Jamsil Arena                          | Lee Eun-jae, Doyoung và Park Si-eun         |
| 12  | 2022 | 18 tháng 2 năm 2023 | Seoul, Hàn Quốc | KSPO Dome                             | Doyoung and Miyeon                          |
| 13  | 2023 | January 10, 2024    | Busan           | Trung tâm triển lãm và hội nghị Busan | Leeteuk, Park Si-eun và Seok Matthew        |

## Giải thưởng

### Ca sĩ của năm

#### Định dạng hiện tại
| Lần | Năm  | Người chiến thắng | Người chiến thắng | Người chiến thắng          | Ref.  |
| Lần | Năm  | Global Streaming  | Digital           | Streaming Unique Listeners | Ref.  |
| --- | ---- | ----------------- | ----------------- | -------------------------- | ----- |
| 13  | 2023 | (G)I-dle          | (G)I-dle          | (G)I-dle                   | [ 2 ] |
| 13  | 2023 | Ive               |                   |                            | [ 2 ] |
| 13  | 2023 | NewJeans          |                   |                            | [ 2 ] |
| 13  | 2023 | Jungkook          | Jungkook          | Aespa                      | [ 2 ] |
| 13  | 2023 | Jisoo             | Le Sserafim       | Le Sserafim                | [ 2 ] |

#### Định dạng trước đó
| Lần | Năm  | Người chiến thắng | Người chiến thắng | Người chiến thắng | Người chiến thắng | Người chiến thắng | Người chiến thắng | Người chiến thắng           | Người chiến thắng | Người chiến thắng | Người chiến thắng     | Người chiến thắng | Người chiến thắng | Tham chiếu |
| Lần | Năm  | Tháng 12          | Tháng 1           | Tháng 2           | Tháng 3           | Tháng 4           | Tháng 5           | Tháng 6                     | Tháng 7           | Tháng 8           | Tháng 9               | Tháng 10          | Tháng 11          | Tham chiếu |
| --- | ---- | ----------------- | ----------------- | ----------------- | ----------------- | ----------------- | ----------------- | --------------------------- | ----------------- | ----------------- | --------------------- | ----------------- | ----------------- | ---------- |
| 9   | 2019 | Ben               | MC the Max        | Hwasa             | Taeyeon           | Bolbbalgan4       | Davichi           | Jang Hye-jin & Yoon Min-soo | Ben               | Sunmi             | AKMU                  | MC Mong           | IU                |            |
| 10  | 2020 | Red Velvet        | Zico              | BTS               | MC the Max        | Oh My Girl        | IU                | Blackpink                   | Zico              | BTS               | Chungha & Christopher | Blackpink         | BTS               |            |
| 11  | 2021 | Taeyeon           | IU                | Shinee            | IU                | Kang Daniel       | BTS               | Brave Girls                 | BTS               | Red Velvet        | Coldplay & BTS        | IU                | Twice             |            |
| 12  | 2022 | Ive               | Kep1er            | Taeyeon           | (G)I-dle          | Ive               | Le Sserafim       | BTS                         | Aespa             | Blackpink         | Blackpink             | Le Sserafim       | Itzy              | [ 3 ]      |

| Lần | Năm  | Người chiến thắng | Người chiến thắng | Người chiến thắng | Người chiến thắng | Người chiến thắng     | Người chiến thắng | Người chiến thắng | Người chiến thắng | Người chiến thắng        | Người chiến thắng | Người chiến thắng | Người chiến thắng |
| Lần | Năm  | Tháng 1           | Tháng 2           | Tháng 3           | Tháng 4           | Tháng 5               | Tháng 6           | Tháng 7           | Tháng 8           | Tháng 9                  | Tháng 10          | Tháng 11          | Tháng 12          |
| --- | ---- | ----------------- | ----------------- | ----------------- | ----------------- | --------------------- | ----------------- | ----------------- | ----------------- | ------------------------ | ----------------- | ----------------- | ----------------- |
| 1   | 2011 | Secret            | IU                | K.Will            | Big Bang          | 2NE1                  | Secret            | T-ara             | Leessang          | Davichi                  | Lee Seung-gi      | Wonder Girls      | IU                |
| 2   | 2012 | T-ara             | Big Bang          | Big Bang          | Busker Busker     | Girls' Generation-TTS | Wonder Girls      | 2NE1              | Psy               | Jung Eun-ji & Seo In-guk | Gain              | Lee Hi            | Lee Seung-gi      |
| 3   | 2013 | Girls' Generation | Sistar19          | Davichi           | Psy               | 4Minute               | Sistar            | Dynamic Duo       | San E             | Soyou & Mad Clown        | IU                | Miss A            | Seo In-guk & Zia  |
| 4   | 2014 | Girl's Day        | Soyou & Junggigo  | 2NE1              | AKMU              | g.o.d                 | Taeyang           | San E & Raina     | Park Bo-ram       | Sistar                   | Kim Dong-ryool    | MC Mong           | Apink             |
| 5   | 2015 | Mad Clown         | Naul              | MC Mong           | Miss A            | Big Bang              | Big Bang          | Big Bang          | Big Bang          | iKon                     | Taeyeon           | Zico              | Psy               |
| 6   | 2016 | GFriend           | Mamamoo           | Jang Beom-june    | Twice             | Urban Zakapa          | Sistar            | Wonder Girls      | Blackpink         | Im Chang-jung            | Twice             | Blackpink         | Big Bang          |
| 7   | 2017 | AKMU              | Twice             | IU                | IU                | Psy                   | G-Dragon          | Exo               | Sunmi             | Sechs Kies               | Epik High         | Wanna One         | Twice             |
| 8   | 2018 | iKon              | Roy Kim           | Big Bang          | Twice             | Bolbbalgan4           | Blackpink         | Twice             | Red Velvet        | Im Chang-jung            | IU                | Jennie            | Lovelyz           |

### Nghệ sĩ của năm - Bán đĩa

#### Định dạng hiện tại
| Lần | Năm  | Người chiến thắng | Người chiến thắng | Người chiến thắng | Người chiến thắng | Người chiến thắng | Tham chiếu |
| --- | ---- | ----------------- | ----------------- | ----------------- | ----------------- | ----------------- | ---------- |
| 13  | 2023 | Jungkook          | NCT Dream         | Seventeen         | Stray Kids        | TXT               | [ 2 ]      |

#### Định dạng trước đó
| Lần | Năm  | Người chiến thắng | Người chiến thắng     | Người chiến thắng | Người chiến thắng |
| Lần | Năm  | Quý 1             | Quý 2                 | Quý 3             | Quý 4             |
| --- | ---- | ----------------- | --------------------- | ----------------- | ----------------- |
| 1   | 2011 | TVXQ              | Beast                 | Super Junior      | Girls' Generation |
| 2   | 2012 | Big Bang          | Girls' Generation-TTS | Super Junior      | TVXQ              |
| 3   | 2013 | Girls' Generation | Cho Yong-pil          | EXO               | EXO               |
| 4   | 2014 | TVXQ              | EXO                   | Super Junior      | Super Junior      |
| 5   | 2015 | EXO               | EXO                   | Super Junior      | EXO               |
| 6   | 2016 | GOT7              | EXO                   | EXO               | BTS               |
| 7   | 2017 | BTS               | Seventeen             | BTS               | Wanna One         |
| 8   | 2018 | Wanna One         | BTS                   | BTS               | EXO               |
| 9   | 2019 | Seventeen         | BTS                   | Seventeen         | EXO               |
| 10  | 2020 | BTS               | Baekhyun              | Seventeen         | BTS               |
| 11  | 2021 | IZ*ONE            | NCT Dream             | BTS               | NCT 127           |

### Nghệ sĩ mới của năm

#### Định dạng hiện tại
| Lần | Năm  | Người chiến thắng | Người chiến thắng          | Người chiến thắng | Tham chiếu |
| Lần | Năm  | Global Streaming  | Streaming Unique Listeners | Album             | Tham chiếu |
| --- | ---- | ----------------- | -------------------------- | ----------------- | ---------- |
| 13  | 2023 | Babymonster       | Riize                      | Zerobaseone       | [ 2 ]      |

#### Định dạng trước đó
| Lần | Năm  | Người chiến thắng     | Người chiến thắng | Người chiến thắng         | Người chiến thắng |
| Lần | Năm  | Nhóm nhạc nam         | Nhóm nhạc nữ      | Đơn nam                   | Đơn nữ            |
| --- | ---- | --------------------- | ----------------- | ------------------------- | ----------------- |
| 1   | 2011 | B1A4                  | Apink             | Huh Gak                   | Kim Bo-kyung      |
| 2   | 2012 | B.A.P                 | Hello Venus       | John Park                 | Ailee             |
| 3   | 2013 | BTS                   | Ladies' Code      | Roy Kim                   | Kim Ye-rim        |
| 4   | 2014 | WINNER                | MAMAMOO           | —                         | —                 |
| 5   | 2015 | iKON                  | GFriend           | —                         | —                 |
| 6   | 2016 | NCT 127               | Blackpink         | —                         | —                 |
| 7   | 2017 | Wanna One             | —                 | Woo Won-jae               | —                 |
| 8   | 2018 | Stray Kids            | (G)I-DLE & IZ*ONE | Haon                      | —                 |
| 9   | 2019 | TXT                   | ITZY              | —                         | —                 |
| 10  | 2020 | Enhypen               | aespa             | —                         | —                 |
| 11  | 2021 | —                     | —                 | Lee Mu-jin & Lee Chan-won | —                 |
| 12  | 2022 | Tempest & The New Six | NewJeans & Ive    | —                         | —                 |

### Đột phá của năm
| Lần | Năm  | Người chiến thắng | Người chiến thắng  | Người chiến thắng | Người chiến thắng | Người chiến thắng | Người chiến thắng | Người chiến thắng |
| Lần | Năm  | Hip-Hop           | Indie              | R&B               | Ballad            | Trot              | Nhóm nhạc         | Jpop              |
| --- | ---- | ----------------- | ------------------ | ----------------- | ----------------- | ----------------- | ----------------- | ----------------- |
| 1   | 2011 | —                 | The Koxx           | Noel              | —                 | —                 | Girl's Day        | —                 |
| 2   | 2012 | Double K          | 3rd Line Butterfly | —                 | —                 | —                 | —                 | —                 |
| 3   | 2013 | —                 | Rose Motel         | —                 | —                 | —                 | —                 | —                 |
| 4   | 2014 | Epik High         | —                  | —                 | —                 | —                 | —                 | —                 |
| 5   | 2015 | Song Mino         | Hyukoh             | Zion.T            | —                 | Lee Ae Ran        | —                 | —                 |
| 6   | 2016 | BewhY             | Bolbbalgan4        | Dean              | Han Dong-Geun     | —                 | —                 | —                 |
| 7   | 2017 | Changmo           | MeloMance          | Heize             | Hwang Chi-yeul    | —                 | —                 | —                 |
| 8   | 2018 | —                 | —                  | Punch             | Ben               | —                 | —                 | —                 |
| 9   | 2019 | —                 | —                  | —                 | Kassy             | —                 | N.Flying          | —                 |
| 10  | 2020 | —                 | —                  | —                 | —                 | Young Tak         | —                 | —                 |
| 11  | 2021 | Homies            | —                  | —                 | —                 | —                 | STAYC             | —                 |
| 12  | 2022 | Be'O              | —                  | —                 | —                 | —                 | —                 | —                 |
| 13  | 2023 | —                 | —                  | —                 | Parc Jae-jung     | Lee Chan-won      | —                 | imase             |

### Ca khúc thống trị BXH lâu nhất
| Lần | Năm  | Nghệ sĩ          | Ca khúc                 |
| --- | ---- | ---------------- | ----------------------- |
| 3   | 2013 | Girl's Day       | Expectation             |
| 4   | 2014 | Soyou & JungGIGo | SOME                    |
| 5   | 2015 | Naul             | You in the same time    |
| 6   | 2016 | MC the Max       | No Matter Where         |
| 7   | 2017 | IU               | Through the night       |
| 8   | 2018 | iKON             | Love Scenario           |
| 9   | 2019 | Paul Kim         | Me After You            |
| 10  | 2020 | IU               | Blueming                |
| 11  | 2021 | BTS              | "Dynamite"              |
| 12  | 2022 | Lim Young-woong  | "Love Always Runs Away" |
| 13  | 2023 | NewJeans         | "Hype Boy"              |

### Nghệ sĩ nổi tiếng nhất năm
| Lần | Năm  | Nghệ sĩ                   | Ca khúc                       |
| --- | ---- | ------------------------- | ----------------------------- |
| 3   | 2013 | Roy Kim & Jung Joon-young | Becoming Dust                 |
| 4   | 2014 | Im Chang-jung             | A Glass of Soju               |
| 5   | 2015 | So Chan-whee              | Tears                         |
| 6   | 2016 | MC the Max                | No Matter Where               |
| 7   | 2017 | Yoon Jong-shin            | Like It                       |
| 8   | 2018 | Jang Deok-cheol           | Good Old Days                 |
| 9   | 2019 | Lim Jae-hyun              | If There Was Practice in Love |

### Giải đặc biệt
| Lần | Năm  | Giải                                       | Nghệ sĩ           |
| --- | ---- | ------------------------------------------ | ----------------- |
| 1   | 2011 | Giải Oricon đặc biệt                       | Girls' Generation |
| 2   | 2012 | Giải thưởng Hallyu đặc biệt                | CNBlue            |
| 3   | 2013 | Giải thưởng Hallyu quốc tế đặc biệt        | 2NE1              |
| 4   | 2014 | Giải thưởng ngôi sao Kpop Gaon Chart Weibo | Super Junior      |
| 5   | 2015 | Ngôi sao Weibo                             | Oh Sehun          |
| 5   | 2015 | Nghệ sĩ Châu Á                             | Big Bang          |
| 6   | 2016 | Vlive global Popularity                    | BTS               |

### Ca khúc quốc tế của năm
| Lần | Năm  | Nghệ sĩ                           | Ca khúc           |
| --- | ---- | --------------------------------- | ----------------- |
| 1   | 2011 | Maroon 5 feat. Christina Aguilera | Moves Like Jagger |
| 2   | 2012 | Maroon 5                          | Payphone          |
| 3   | 2013 | DJ Gollum                         | The Bad Touch     |
| 4   | 2014 | Maroon 5                          | Maps              |
| 5   | 2015 | Adele                             | Hello             |
| 6   | 2016 | Maroon 5                          | Don't Wanna Know  |
| 7   | 2017 | Ed Sheeran                        | Shape of You      |
| 8   | 2018 | Camila Cabello                    | Havana            |
| 9   | 2019 | Anne-Marie                        | 2002              |
| 9   | 2019 | Billie Eilish                     | Bad Guy           |

### Sáng tác/lời bài hát của năm
| Lần | Năm  | Người chiến thắng   | Người chiến thắng |
| Lần | Năm  | Sáng tác            | Viết lời          |
| --- | ---- | ------------------- | ----------------- |
| 1   | 2011 | Yoon Il-sang        | Kim Eana          |
| 2   | 2012 | Teddy Park          | Kim Eana          |
| 3   | 2013 | Duble Sidekick      | Kim Eana          |
| 4   | 2014 | Min Yeon-jae        | Kim Do-hoon       |
| 5   | 2015 | Black Eyed Pilseung | Kim Eana          |
| 6   | 2016 | Black Eyed Pilseung | Jo Yoon-kyung     |
| 7   | 2017 | Pdogg               | IU                |
| 8   | 2018 | Teddy Park          | Seo Ji-eum        |
| 9   | 2019 | Black Eyed Pilseung | Min Yeon-jae      |

### Màn trình diễn của năm
| Lần | Năm  | Người chiến thắng | Người chiến thắng            |
| Lần | Năm  | Backup Vocal      | Instrumental                 |
| --- | ---- | ----------------- | ---------------------------- |
| 1   | 2011 | HyunA             | Kang Soo-ho                  |
| 2   | 2012 | Kim Hyo-soo       | Shin Hyun-kwon               |
| 3   | 2013 | Gil Eunkyung      | Tommy Kim                    |
| 4   | 2014 | Kang Tae-woo      | Jang-hyeok                   |
| 5   | 2015 | Lee Tae-yoon      | Kang Sung-ho                 |
| 6   | 2016 | Kim Ryeong        | Lee Sung-yeol & Choi Tae-wan |
| 7   | 2017 | Kang Tae-woo      | Lee Seung-yeob               |
| 8   | 2018 | Jun Jae Hee       | Kim Mi-jung & Shin Sang-won  |
| 9   | 2019 | Joo Chan-yang     | Choi Hun                     |

### Giải phong cách của năm
| Lần | Năm  | Người chiến thắng    | Người chiến thắng            |
| Lần | Năm  | Vũ công              | Stylist                      |
| --- | ---- | -------------------- | ---------------------------- |
| 1   | 2011 | Prepix               | Seo Soo-kyung                |
| 2   | 2012 | Lee Ju-sun           | Song Jeong-ok                |
| 3   | 2013 | Yama & Hot Chicks    | Jung Bo-yoon                 |
| 4   | 2014 | Choreography Team DQ | Park Seo-hyun, Choi Ji-hyang |
| 5   | 2015 | Yama & Hot Chicks    | Ji Eunie                     |
| 6   | 2016 | Son Sung-deuk        | Choi Hee-sun                 |
| 7   | 2017 | Lia Kim              | Kim Ye-jin, Choi Kyung-won   |
| 8   | 2018 | Son Sung-deuk        | Ji Eunie                     |
| 9   | 2019 | Choi Ri-an           | Choi Hee-sun                 |

### Kĩ sư âm thanh của năm
| Lần | Năm  | Người chiến thắng |
| --- | ---- | ----------------- |
| 1   | 2011 | Ko Seung-wook     |
| 2   | 2012 | Jeon Hoon         |
| 3   | 2013 | Jo Joon Sung      |

### Nhà sản xuất của năm
| Lần | Năm  | Người chiến thắng                    |
| --- | ---- | ------------------------------------ |
| 1   | 2011 | Kim Kwang-soo (Core Contents Media)  |
| 2   | 2012 | Yang Hyun-suk (YG Entertainment)     |
| 3   | 2013 | Yang Hyun-suk (YG Entertainment)     |
| 4   | 2014 | Kim Shi-dae (Starship Entertainment) |
| 5   | 2015 | Yang Hyun-suk (YG Entertainment)     |
| 6   | 2016 | Bang Si-hyuk (Big Hit Entertainment) |
| 7   | 2017 | IU (Fave Entertainment)              |
| 8   | 2018 | iKON (YG Entertainment)              |
| 9   | 2019 | Kim Chung-ha (MNH Entertainment)     |

### Đóng góp cho Kpop của năm
| Lần | Năm  | Người chiến thắng |
| --- | ---- | ----------------- |
| 1   | 2011 | Lee Soo-man       |
| 2   | 2012 | Hong Seung-sung   |
| 3   | 2013 | Cho Yong-pil      |
| 4   | 2014 | Shin Hae-chul     |
| 6   | 2016 | Sechs Kies        |
| 7   | 2017 | Yoon Jong-shin    |
| 8   | 2018 | BTS               |

### Nghệ sĩ nổi tiếng nhất trên mạng xã hội
| Lần | Năm  | Người chiến thắng |
| --- | ---- | ----------------- |
| 9   | 2019 | BTS               |

### Trình diễn nổi bật của năm
| Lần | Năm  | Người chiến thắng |
| --- | ---- | ----------------- |
| 3   | 2013 | Apink             |
| 4   | 2014 | AOA               |
| 5   | 2015 | Red Velvet        |
| 5   | 2015 | VIXX              |
| 6   | 2016 | Seventeen         |
| 6   | 2016 | Infinite          |
| 7   | 2017 | NU'EST W          |
| 7   | 2017 | Got7              |
| 8   | 2018 | Seventeen         |
| 9   | 2019 | NCT Dream         |
| 9   | 2019 | Kim Chung-ha      |

### Giải thưởng fan bình chọn mức độ nổi tiếng
| Lần | Năm  | Người chiến thắng |
| --- | ---- | ----------------- |
| 3   | 2013 | EXO               |
| 4   | 2014 | EXO               |
| 5   | 2015 | EXO               |
| 6   | 2016 | Oh Sehun          |
| 6   | 2016 | EXO               |
| 7   | 2017 | Kim Tae-yeon      |
| 7   | 2017 | Wanna One         |

### Giải thưởng ngôi sao Kpop quốc tế
| Lần | Năm  | Người chiến thắng |
| --- | ---- | ----------------- |
| 3   | 2013 | 2NE1              |
| 4   | 2014 | Kara              |
| 5   | 2015 | BTS               |
| 6   | 2016 | Shinee            |
| 7   | 2017 | Got7              |
| 8   | 2018 | Seventeen         |
| 9   | 2019 | Monstar X         |

### Giải xu hướng
| Lần | Năm  | Người chiến thắng |
| --- | ---- | ----------------- |
| 2   | 2012 | Apink             |
| 3   | 2013 | Crayon Pop        |
| 4   | 2014 | Block B           |
| 4   | 2014 | EXID              |
| 5   | 2015 | B.A.P             |
| 5   | 2015 | Baek A Yeon       |

### Giải New Media
| Lần | Năm  | Người chiến thắng |
| --- | ---- | ----------------- |
| 1   | 2011 | YouTube           |
| 1   | 2011 | Daum              |
| 2   | 2012 |                   |
| 3   | 2013 | Bugs              |
| 4   | 2014 | Kakao M           |

### Nhà phân phối âm nhạc của năm
| Lần | Năm  | Người chiến thắng     | Người chiến thắng |
| Lần | Năm  | Trực tuyến            | Ngoại tuyến       |
| --- | ---- | --------------------- | ----------------- |
| 2   | 2012 | Kakao M               | KMP Holdings      |
| 3   | 2013 | CJ E&M                |                   |
| 4   | 2014 | Universal Music Group |                   |

### Nghệ sĩ quốc tế nổi tiếng
| Lần | Năm  | Người chiến thắng |
| --- | ---- | ----------------- |
| 6   | 2016 | Charlie Puth      |
| 7   | 2017 | Shawn Mendes      |
| 8   | 2018 |                   |
| 9   | 2019 | Billie Eilish     |

### Nghệ sĩ mới quốc tế của năm
| Lần | Năm  | Người chiến thắng | Người chiến thắng |
| Lần | Năm  | Nhóm nhạc nam     | Nhóm nhạc nữ      |
| --- | ---- | ----------------- | ----------------- |
| 3   | 2013 | B.A.P             |                   |
| 4   | 2014 | BTS               |                   |
| 5   | 2015 | Seventeen         | AOA               |
| 7   | 2017 |                   | Blackpink         |
| 8   | 2018 | The Boyz          | Momoland          |
| 9   | 2019 | Stray Kids        | (G)I-DLE          |

### Album bán lẻ của năm
| Lần | Năm  | Người chiến thắng | Album                    |
| --- | ---- | ----------------- | ------------------------ |
| 9   | 2019 | BTS               | Map of the Soul: Persona |

### Album bán chạy nhất năm
| Lần | Năm  | Người chiến thắng | Album     |
| --- | ---- | ----------------- | --------- |
| 9   | 2019 | EXO               | Obsession |

## Nhiều giải thưởng nhất
| Hạng | Nghệ sĩ | Số giải thưởng |
| ---- | --- | -------------- |
| 1    | BTS | 22             |
| 2    | EXO | 16             |
| 3    | IU | 14             |
| 4    | Big Bang | 11             |
| 5    | Seventeen, Blackpink | 8              |
| 7    | TWICE, Super Junior | 6              |
| 9    | 2NE1, iKON, Wanna One | 5              |
| 13   | PSY, Girls' Generation, Apink, Maroon 5, Kim Eana | 4              |
| 18   | Wonder Girls, Sistar, Soyou, Girl's Day, Im Chang-jung, Roy Kim, TVXQ, GOT7, B.A.P, Yang Hyun-suk, MC The Max, Kim Tae-yeon, Bolbbalgan4, Davichi, Ben, Akdong Musician, MC Mong, Red Velvet, Stray Kids, (G)I-DLE, aespa, Ive, Le Sserafim, NewJeans | 3              |
| 43   | Secret, T-ara, Lee Seung-gi, Girls' Generation-TTS, Seo In-guk, San E, Miss A, GFriend, Mamamoo, Sechs Kies, Epik High, Oh Sehun, Teddy Park, AOA, Kakao M, Black Eyed Pilseung, Mad Clown, JungGiGo, Naul, Cho Yong-pil, Yoon Jong-shin, Kang Tae-woo, Yama & Hot Chicks, Ji Eunie, Son Sung-deuk, Billie Eilish, Sunmi, Min Yeon-jae, Choi Hee-sun, Kim Chung-ha, TXT, ITZY, Jungkook | 2              |

## Liên kết
- Gaon Chart K-Pop Awards Lưu trữ ngày 2 tháng 2 năm 2017 tại Wayback Machine - Website chính thức